# Hydropsyche sultanensis
Hydropsyche sultanensis là một loài Trichoptera trong họ Hydropsychidae. Chúng phân bố ở miền Cổ bắc.